# Adrian Sutil
Adrian Sutil (* 11. Januar 1983 in Starnberg) ist ein ehemaliger deutscher Automobilrennfahrer deutsch-uruguayischer Abstammung. Er wurde 2006 japanischer Formel-3-Meister. Er startete von 2007 bis 2011 und von 2013 bis 2014 in der Formel-1-Weltmeisterschaft bei insgesamt 128 Rennen.

## Karriere

### Anfänge im Motorsport (1996–2003)
Sutil begann seine Motorsportkarriere im Alter von 13 Jahren im Kartsport. 2000 erreichte er Platz drei im Gesamtklassement der Deutschen Kartmeisterschaft in der Klasse der IcA Junioren.
2002 wechselte Sutil in den Formelsport und trat für SSPT Racing in der Schweizer Formel Ford an. Er gewann alle zwölf Rennen und startete immer von der Pole-Position. Damit entschied er die Meisterschaft für sich. 2003 ging Sutil für HBR Motorsport in der deutschen Formel BMW an den Start. Er erzielte zwei Pole-Positions und stand dreimal auf dem Podium der ersten drei. Im Gesamtklassement belegte er den sechsten Rang.

### Formel 3 und A1GP (2004–2006)
2004 erhielt Sutil beim Team Kolles ein Cockpit in der Formel-3-Euroserie. Er bestritt die ersten neun Veranstaltungen für diesen Rennstall und erzielte dabei einen vierten Platz als bestes Resultat und eine Pole-Position. Mit neun zu zwei Punkten setzte er sich damit intern gegen Tom Kimber-Smith durch. Zum letzten Rennwochenende wechselte er zu ASM Formule 3, die in dieser Saison mit Jamie Green und Alexandre Prémat die ersten zwei Plätze belegten. Beim Saisonfinale erzielte Sutil die Pole-Position. Er schied in beiden Rennen aus. In der Gesamtwertung erreichte er den 17. Platz.
2005 blieb Sutil bei ASM Formule 3 in der Formel-3-Euroserie. Er gewann je ein Rennen in Spa-Francorchamps und auf dem Nürburgring. Er stand insgesamt elfmal auf dem Podest und startete einmal von der Pole-Position. Teamintern unterlag er Lewis Hamilton, der 15 Rennen gewonnen hatte, mit 94 zu 172 Punkten. Sutil wurde Vizemeister. Beim Formel-3-Masters, das er ebenfalls für ASM Formule 3 absolvierte, erreichte er hinter Hamilton den zweiten Platz. Im Winter 2005/2006 nahm Sutil an drei Veranstaltungen der A1GP für das deutsche A1 Team teil. Wegen seines Engagements in der A1GP ließ er das letzte Rennwochenende der Formel-3-Euroserie aus.
2006 wechselte Sutil zu TOM’S in die japanische Formel-3-Meisterschaft. Er gewann fünf Rennen und stand insgesamt zwölfmal auf dem Podium. Den Meistertitel entschied er mit 212 zu 185 Punkten gegen seinen Teamkollegen Kazuya Ōshima für sich. Beim Macau Grand Prix erreichte er den dritten Platz. Darüber hinaus gab er 2006 sein Debüt im GT-Sport und nahm für TOM’S an einem Rennen der Super GT teil. Außerdem nahm er 2006 als dritter Fahrer an drei Freitagstraining der Formel 1 für Midland und deren Nachfolgerennstall Spyker teil. Teamchef des Rennstalls war Colin Kolles, mit dem Sutil bereits bei seinem Formel-3-Debüt zusammengearbeitet hatte.

### Formel 1 (2007–2014)

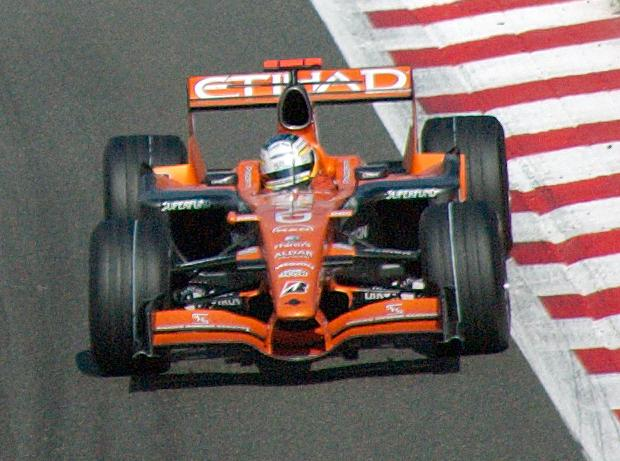
Sutil im Spyker F8-VII, 2007

2007 gab Sutil sein Formel-1-Debüt für Spyker. Das Einsatzfahrzeug, der Spyker F8-VII, wurde selbst vom Führungspersonal des Teams als schlechtestes Fahrzeug in der Startaufstellung bezeichnet. Aus diesem Grund waren Sutil und sein Teamkollege üblicherweise am Ende des Feldes zu finden. Im elften Grand Prix in Ungarn gelang es Sutil als erstem Spyker-Piloten in der Saison, vor einem noch fahrenden Gegner ins Ziel zu kommen. Er hatte den Honda-Piloten Rubens Barrichello zu Beginn des Rennens überholt und durchgängig hinter sich gehalten. Im drittletzten Saisonrennen, dem Großen Preis von Japan, erzielte er unter Regen mit dem achten Platz seinen ersten Punkt und seine erste Top-10-Platzierung in der Formel 1. Es war zugleich die einzige Punkte- und Top-10-Platzierung von Spyker in der Saison 2007. Sutil beendete die Weltmeisterschaft auf dem 19. Platz. Teamintern setzte sich Sutil gegen seine Teamkollegen Christijan Albers, Markus Winkelhock und Sakon Yamamoto, die sich das zweite Cockpit geteilt hatten, durch. Im Qualifying-Duell unterlag Sutil nur zweimal Albers und entschied das Duell ansonsten immer für sich.

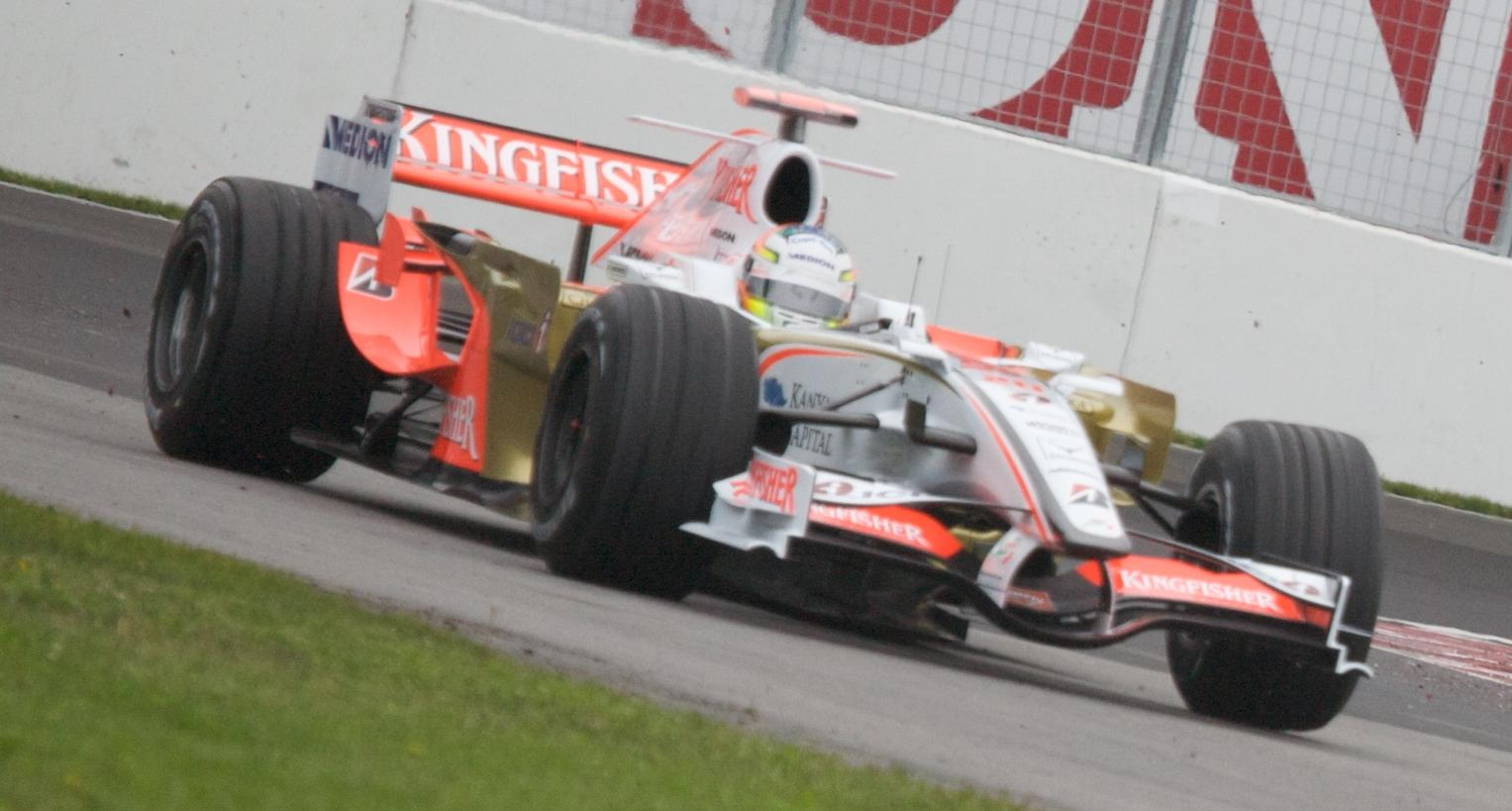
Sutil im Force India VJM01 beim Großen Preis von Kanada 2008

2008 wurde der Rennstall von Vijay Mallya übernommen und in Force India umbenannt. Sutils neuer Teamkollege wurde Giancarlo Fisichella. Im sechsten Rennen, dem Großen Preis von Monaco, lag Sutil vom 18. Platz startend in der Schlussphase auf dem vierten Platz. Eine Kollision mit Kimi Räikkönen, der sich vor der Nouvelle Chicane verbremst hatte, beendete Sutils Rennen. Räikkönen entschuldigte sich anschließend bei Sutil. Es blieb Sutils einzige Chance auf Punkte. Seine beste Platzierung war schließlich ein 13. Platz beim Großen Preis von Belgien. Die Weltmeisterschaft schloss Sutil auf dem 20. Platz ab. Damit lag er eine Position hinter Fisichella, der zwar auch punktelos geblieben war, mit einem zehnten Platz aber eine bessere Einzelplatzierung erreicht hatte.

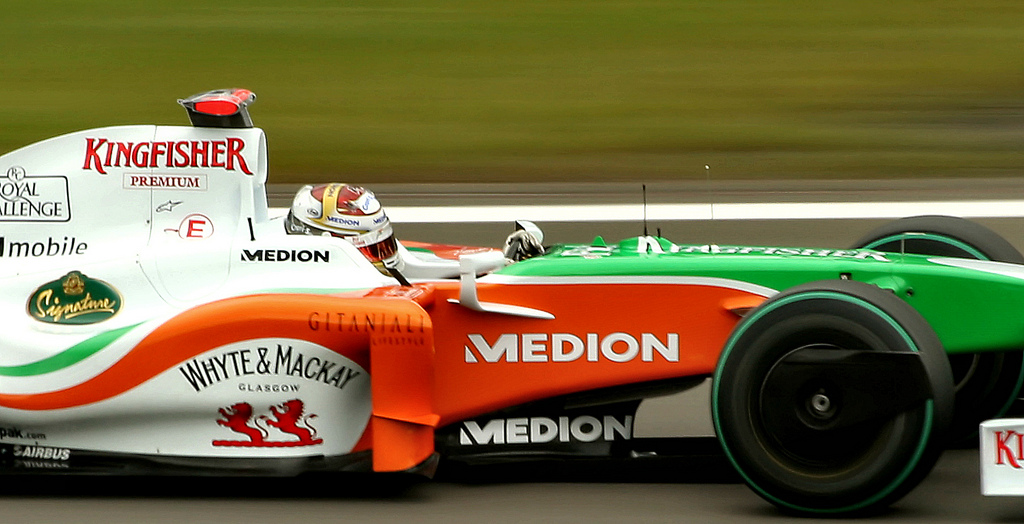
Sutil beim Großen Preis von Deutschland 2009

2009 wechselte Force India den Motorenhersteller von Ferrari zu Mercedes. Sutil und Fisichella blieben im Team. Beim Saisonauftakt in Australien erzielte Sutil den neunten Platz, für den es in dieser Saison jedoch noch keine Punkte gab. Zwei Rennen später beim Großen Preis von China lag Sutil in der Schlussphase auf dem sechsten Platz und damit auf Punktekurs. Durch Aquaplaning verlor er jedoch die Kontrolle über sein Fahrzeug und schied kurz vor Schluss aus. Sutil blieb in den ersten zwölf Rennen ohne Punkte, kam jedoch beim Großen Preis von Europa erneut unter die ersten zehn. Fisichella gelang beim Großen Preis von Belgien ein zweiter Platz. Er verließ nach diesem Rennen das Team und wechselte zu Ferrari. Sein Cockpit übernahm Vitantonio Liuzzi, der damit ab dem 13. Rennen, dem Großen Preis von Italien, Sutils neuer Teamkollege war. Sutil erzielte an diesem Wochenende zunächst zwei Trainingsbestzeiten und den zweiten Platz in der Qualifikation. Im Rennen kam er hinter beiden Brawn-Piloten und Ferrari-Pilot Räikkönen auf dem vierten Platz ins Ziel. Zudem fuhr er die schnellste Rennrunde. Das war sein bis dahin bestes Formel-1-Resultat. Abermals für Aufsehen sorgte Sutil beim Großen Preis von Brasilien. Nachdem er im Qualifying den dritten Startplatz errungen hatte, kollidierte er in der ersten Runde mit Toyota-Fahrer Jarno Trulli, der ihn zu überholen versuchte. Beide Fahrer schieden aus und Trulli stellte Sutil noch an der Unfallstelle zur Rede und forderte eine Bestrafung für Sutil. Die Rennkommissare entschieden allerdings, dass es ein normaler Rennzwischenfall war, und bestraften Trulli für sein unangebrachtes Verhalten nach der Kollision. Sutil wurde 17. in der Fahrerwertung.

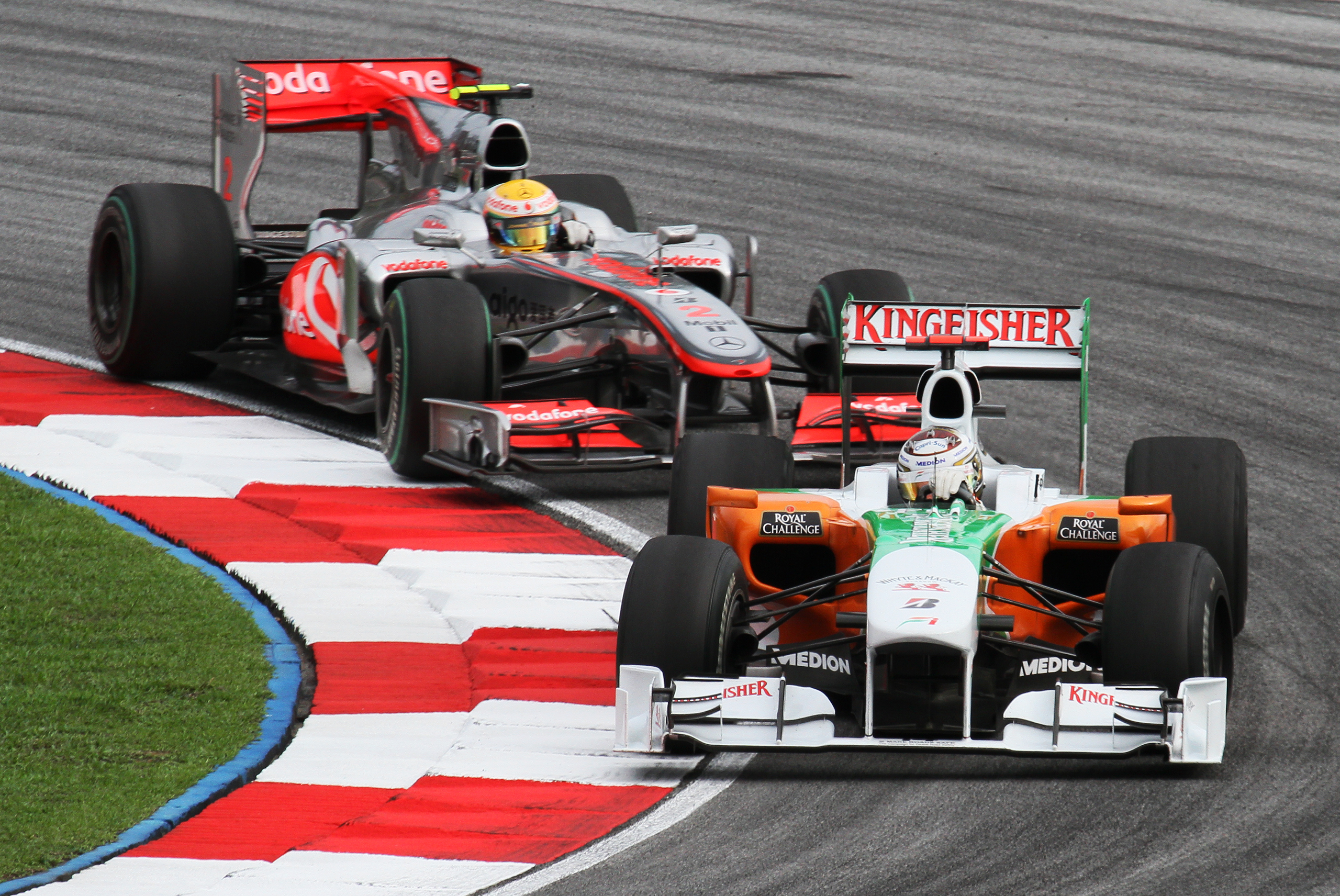
Beim Großen Preis von Malaysia 2010 kam Sutil vor Hamilton ins Ziel

Auch 2010 ging Sutil zusammen mit Liuzzi für Force India an den Start. Beim Saisonauftakt in Bahrain erzielte er die erste Trainingsbestzeit der neuen Saison. Im Rennen kam er auf dem zwölften Platz ins Ziel. Beim dritten Grand Prix, dem Großen Preis von Malaysia hielt Sutil zum Rennende McLaren-Fahrer Hamilton hinter sich und erzielte als Fünfter seine ersten Punkte. Vom fünften bis zum zehnten Rennen gelangen ihm sechs Punkteplatzierungen in Folge. In der zweiten Saisonhälfte erreichte Sutil zweimal die Punkteränge. Beim Großen Preis von Belgien wiederholte er mit dem fünften Platz sein bestes Saisonergebnis. Teamintern setzte sich Sutil gegen Liuzzi durch und erzielte mehr als doppelt so viele Punkte. In der Weltmeisterschaft verbesserte er sich auf den elften Rang.
2011 bestritt Sutil seine fünfte Formel-1-Saison für Force India. Paul di Resta wurde sein neuer Teamkollege. In Monaco lag er für mehrere Runden auf dem vierten Platz und kam auf dem siebten Platz ins Ziel. Bei seinem Heim-Grand-Prix in Deutschland erzielte er mit dem sechsten Platz seine bis dahin beste Saisonplatzierung, die er beim letzten Rennen in Brasilien wiederholte. Bei diesem Rennen machte Sutil durch ein Überholmanöver gegen Mercedes-Fahrer Nico Rosberg auf sich aufmerksam. Die Saison schloss Sutil auf dem neunten Platz in der Fahrerweltmeisterschaft ab. Es war seine bis dahin beste Gesamtplatzierung. Teamintern setzte sich Sutil mit 42 zu 27 Punkten gegen di Resta durch.

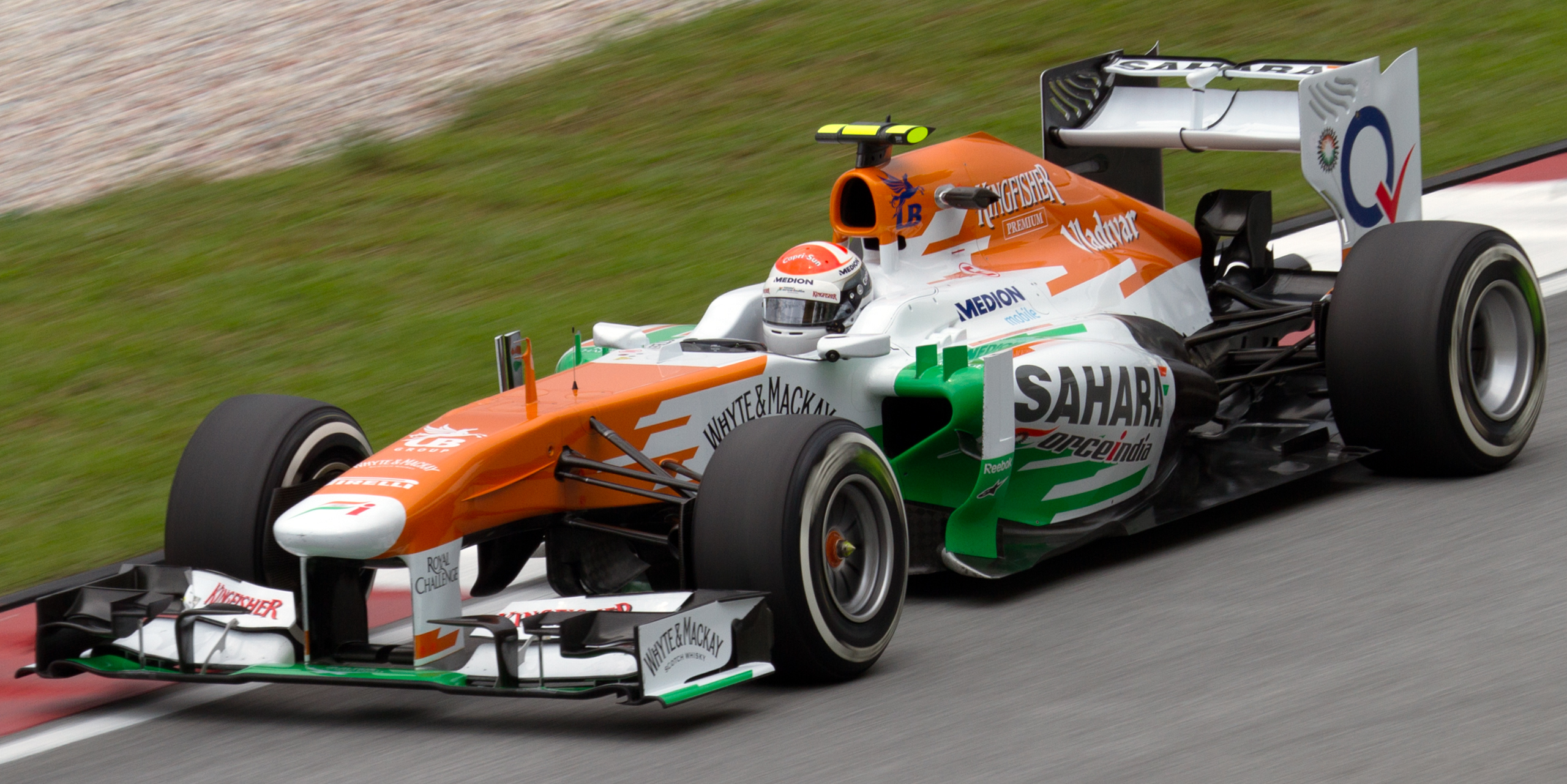
Sutil im Force India beim Großen Preis von Malaysia 2013

Nach fünf Saisons beendeten Sutil und Force India zum Ende 2011 ihre Zusammenarbeit. Er wurde für die Saison 2012 durch Nico Hülkenberg ersetzt. Sutil trat 2012 in keiner Rennserie an.
Im Vorfeld der Formel-1-Weltmeisterschaft 2013 nahm Sutil für Force India an Testfahrten teil. Wenig später wurde er als Force-India-Stammpilot bestätigt. Beim Saisonauftakt in Australien setzte Sutil auf eine andere Strategie und führte das Rennen vom zwölften Platz startend zwischenzeitlich an. Er kam auf dem siebten Platz ins Ziel. Beim Großen Preis von Monaco erreichte er den fünften Platz, der seine beste Saisonplatzierung darstellte. Sutil lag am Saisonende auf dem 13. Rang. Mit 29 zu 48 Punkten unterlag er intern di Resta.
Obwohl Sutil für die Formel-1-Weltmeisterschaft 2014 einen Vertrag mit Force India besaß, wechselte er zu Sauber. Force India hatte sich aus dem Vertrag mit Sutil herausgekauft. Er wählte bei der Einführung der permanenten Formel-1-Startnummern mit der 99 die höchste Startnummer für seine weitere Karriere. Beim Großen Preis der USA besaß Sutil mit dem neunten Platz die beste Startposition der Saison. Er schied im Rennen bereits in der ersten Runde nach einer unverschuldeten Kollision aus. So blieben zwei elfte Plätze in Australien und Ungarn seine besten Resultate. Sutil blieb – wie sein Teamkollege Esteban Gutiérrez – ohne Punkte. Am Saisonende war Sutil als Achtzehnter der am besten platzierte Fahrer, der keine Punkte erzielt hatte. Nach der Saison verließ Sutil Sauber. Sein ursprünglich für die Formel-1-Saison 2015 bestehender Vertrag wurde aufgelöst.
2015 war Sutil Ersatzfahrer bei Williams. Danach zog er sich vom Motorsport zurück.

## Persönliches
Der Vater von Adrian Sutil, Jorge Sutil, stammt aus Uruguay und spielte bei den Münchner Philharmonikern viele Jahre Bratsche. Seine Mutter Monika Sutil ist Pianistin. So kam auch Adrian Sutil zunächst zur Musik und war bis zu seinem 14. Lebensjahr Nachwuchs-Pianist. Durch seinen älteren Bruder kam er mit 13 Jahren auf einer Kartbahn erstmals in Kontakt mit dem Motorsport.
Sutil ist zweisprachig aufgewachsen. Neben seiner Muttersprache Deutsch spricht er fließend Spanisch. Er hat einen älteren Bruder und einen jüngeren Halbbruder. Seit 2007 lebt Sutil in der Schweiz. Davor wohnte er ein Jahr in Japan, aufgewachsen ist er in Bayern.

## Sonstiges
Er hält in der Formel 1 den Rekord des Fahrers mit den meisten Starts, der nie auf dem Podium stand. Der Rekord wurde zwischenzeitlich beim Großen Preis von Singapur 2017 von Nico Hülkenberg überboten, welcher beim Großen Preis von Silverstone 2025 sein erstes Podium im 239. Rennen holte, womit der Rekord für die meisten Rennen ohne Podium wieder zurück an Adrian Sutil ging.
Sutil gewann 2009 und 2012 die TV total Stock Car Crash Challenge in der Klasse bis 1900 cm³ sowie 2012 das Rodeo-Rennen nach einem Unentschieden mit Timo Scheider im Sudden Death.
Im April 2011 war Sutil nach dem Großen Preis von China in eine Auseinandersetzung mit Éric Lux verwickelt, einem Anteilseigner des Unternehmens Genii Capital, dem das damalige Renault-Team gehörte. In einer Diskothek verletzte er Lux mit einem Glas am Hals. Lux zeigte Sutil bei der Staatsanwaltschaft München wegen gefährlicher Körperverletzung an. Sutil gab zu, Lux mit dem Glas getroffen zu haben, das sei aber unabsichtlich geschehen. Das Amtsgericht München verurteilte Sutil am 31. Januar 2012 zu einer Freiheitsstrafe von 18 Monaten und einer Geldstrafe von 200.000 Euro; die Freiheitsstrafe wurde zur Bewährung ausgesetzt. Das Urteil wurde am 29. März 2012 rechtskräftig.

## Statistik

### Karrierestationen
| - 1997–2001: Kartsport - 2002: Schweizer Formel Ford (Meister) - 2003: Deutsche Formel BMW (Platz 6) - 2004: Formel-3-Euroserie (Platz 17) - 2005: Formel-3-Euroserie (Platz 2) - 2006: A1 Grand Prix | - 2006: Japanische Formel-3-Meisterschaft (Meister) - 2006: Super GT (Platz 26) - 2006: Formel 1 (Testfahrer) - 2007: Formel 1 (Platz 19) - 2008: Formel 1 (Platz 20) - 2009: Formel 1 (Platz 17) | - 2010: Formel 1 (Platz 11) - 2011: Formel 1 (Platz 9) - 2013: Formel 1 (Platz 13) - 2014: Formel 1 (Platz 18) - 2015: Formel 1 (Testfahrer) |

### Statistik in der Formel-1-Weltmeisterschaft
Diese Statistik umfasst alle Teilnahmen des Fahrers an der Formel-1-Weltmeisterschaft.

#### Gesamtübersicht
| Saison | Team                        | Chassis                 | Motor                | Rennen | Siege | Zweiter | Dritter | Poles | schn. Rennrunden | Punkte | WM-Pos. |
| ------ | --------------------------- | ----------------------- | -------------------- | ------ | ----- | ------- | ------- | ----- | ---------------- | ------ | ------- |
| 2007   | Etihad Aldar Spyker F1 Team | Spyker F8-VII / F8-VIIB | Ferrari 2.4 V8       | 17     | –     | –       | –       | –     | –                | 1      | 19.     |
| 2008   | Force India F1 Team         | Force India VJM01       | Ferrari 2.4 V8       | 18     | –     | –       | –       | –     | –                | –      | 20.     |
| 2009   | Force India F1 Team         | Force India VJM02       | Mercedes-Benz 2.4 V8 | 17     | –     | –       | –       | –     | 1                | 5      | 17.     |
| 2010   | Force India F1 Team         | Force India VJM03       | Mercedes-Benz 2.4 V8 | 19     | –     | –       | –       | –     | –                | 47     | 11.     |
| 2011   | Force India F1 Team         | Force India VJM04       | Mercedes-Benz 2.4 V8 | 19     | –     | –       | –       | –     | –                | 42     | 9.      |
| 2013   | Sahara Force India F1 Team  | Force India VJM06       | Mercedes-Benz 2.4 V8 | 19     | –     | –       | –       | –     | –                | 29     | 13.     |
| 2014   | Sauber F1 Team              | Sauber C33              | Ferrari 1.6 V6 Turbo | 19     | −     | −       | −       | −     | −                | −      | 18.     |
| Gesamt | Gesamt                      | Gesamt                  | Gesamt               | 128    | –     | –       | –       | –     | 1                | 124    |         |

#### Einzelergebnisse
| Saison | 1   | 2   | 3   | 4   | 5   | 6   | 7  | 8   | 9   | 10  | 11  | 12  | 13  | 14  | 15  | 16  | 17  | 18 | 19 |
| ------ | --- | --- | --- | --- | --- | --- | -- | --- | --- | --- | --- | --- | --- | --- | --- | --- | --- | -- | -- |
| 2007   |     |     |     |     |     |     |    |     |     |     |     |     |     |     |     |     |     |    |    |
| 17     | DNF | 15  | 13  | DNF | DNF | 14  | 17 | DNF | DNF | 17  | 21* | 19  | 14  | 8   | DNF | DNF |     |    |    |
| 2008   |     |     |     |     |     |     |    |     |     |     |     |     |     |     |     |     |     |    |    |
| DNF    | DNF | 19  | DNF | 16  | DNF | DNF | 19 | DNF | 15  | DNF | DNF | 13  | 19  | DNF | DNF | DNF | 16  |    |    |
| 2009   |     |     |     |     |     |     |    |     |     |     |     |     |     |     |     |     |     |    |    |
| 9      | 17  | 17* | 16  | DNF | 14  | 17  | 17 | 15  | DNF | 10  | 11  | 4   | DNF | 13  | DNF | 17  |     |    |    |
| 2010   |     |     |     |     |     |     |    |     |     |     |     |     |     |     |     |     |     |    |    |
| 12     | DNF | 5   | 11  | 7   | 8   | 9   | 10 | 6   | 8   | 17  | DNF | 5   | 16  | 9   | DNF | DNF | 12  | 13 |    |
| 2011   |     |     |     |     |     |     |    |     |     |     |     |     |     |     |     |     |     |    |    |
| 9      | 11  | 15  | 13  | 13  | 7   | DNF | 9  | 11  | 6   | 14  | 7   | DNF | 8   | 11  | 11  | 9   | 8   | 6  |    |
| 2013   |     |     |     |     |     |     |    |     |     |     |     |     |     |     |     |     |     |    |    |
| 7      | DNF | DNF | 13  | 13  | 5   | 10  | 7  | 13  | DNF | 9   | 16* | 10  | 20* | 14  | 9   | 10  | DNF | 13 |    |
| 2014   |     |     |     |     |     |     |    |     |     |     |     |     |     |     |     |     |     |    |    |
| 11     | DNF | DNF | DNF | 17  | DNF | 13  | 13 | 13  | DNF | 11  | 14  | 15  | DNF | 21* | 16  | DNF | 16  | 16 |    |

| Legende  | Legende            | Legende                                                          |
| Farbe    | Abkürzung          | Bedeutung                                                        |
| -------- | ------------------ | ---------------------------------------------------------------- |
| Gold     | –                  | Sieg                                                             |
| Silber   | –                  | 2. Platz                                                         |
| Bronze   | –                  | 3. Platz                                                         |
| Grün     | –                  | Platzierung in den Punkten                                       |
| Blau     | –                  | Klassifiziert außerhalb der Punkteränge                          |
| Violett  | DNF                | Rennen nicht beendet (did not finish)                            |
| Violett  | NC                 | nicht klassifiziert (not classified)                             |
| Rot      | DNQ                | nicht qualifiziert (did not qualify)                             |
| Rot      | DNPQ               | in Vorqualifikation gescheitert (did not pre-qualify)            |
| Schwarz  | DSQ                | disqualifiziert (disqualified)                                   |
| Weiß     | DNS                | nicht am Start (did not start)                                   |
| Weiß     | WD                 | zurückgezogen (withdrawn)                                        |
| Hellblau | PO                 | nur am Training teilgenommen (practiced only)                    |
| Hellblau | TD                 | Freitags-Testfahrer (test driver)                                |
| ohne     | DNP                | nicht am Training teilgenommen (did not practice)                |
| ohne     | INJ                | verletzt oder krank (injured)                                    |
| ohne     | EX                 | ausgeschlossen (excluded)                                        |
| ohne     | DNA                | nicht erschienen (did not arrive)                                |
| ohne     | C                  | Rennen abgesagt (cancelled)                                      |
| ohne     | keine WM-Teilnahme |                                                                  |
| sonstige | P/fett             | Pole-Position                                                    |
| sonstige | 1/2/3/4/5/6/7/8    | Punktplatzierung im Sprint-/Qualifikationsrennen                 |
| sonstige | SR/kursiv          | Schnellste Rennrunde                                             |
| sonstige | *                  | nicht im Ziel, aufgrund der zurückgelegten Distanz aber gewertet |
| sonstige | ()                 | Streichresultate                                                 |
| sonstige | unterstrichen      | Führender in der Gesamtwertung                                   |